# اوسونا
اوسونا (به ایتالیایی: Ossona) یک کومونه در ایتالیا است که در استان میلان واقع شده‌است. اوسونا ۶٫۰ کیلومتر مربع مساحت و ۳٬۹۲۸ نفر جمعیت دارد و ۱۵۶ متر بالاتر از سطح دریا واقع شده‌است.